# Aa, Yo ga Akeru
Aa, Yo ga Akeru (ああ, 夜が明ける Aa, el Amanecer?) es el 27º sencillo de Berryz Koubou. Salió el 10 de agosto de 2011 en cuatro ediciones: una regular y tres limitadas. Las ediciones limitadas vienen con un ticket de lotería de evento. Este sencillo no tuvo Single V, no obstante, el vídeo musical y el making of fueron incluidos en el Berryz Koubou Single V Clips 5.

## Información
En el canal de YouTube de Berryz Koubou, el "Aa, Yo ga Akeru (Another Ver.)" que fue subido al canal está fuera de sincronización entre la música y el vídeo mismo. No se ha arreglado desde entonces. El vídeo musical del single fue subido a YouTube el 3 de agosto, el mismo día que el cumpleaños de Yurina Kumai. El sencillo salió el mismo día que Reconquista de Hangry & Angry.

## Lista de Canciones

### CD
1. Aa, Yo ga Akeru
2. Otona ni wa Nari Takunai Hayaku Otona ni Naritai　(大人にはなりたくない　早く大人になりたい; No Quiero Ser Adulta, Rápido, Quiero Ser Adulta)
3. Aa, Yo ga Akeru (Instrumental)

### DVD Edición Limitada A
1. Aa, Yo ga Akeru (Dance Shot Ver.)

### DVD Edición Limitada B
1. Aa, Yo ga Akeru (Close-up Ver.)

### Event V
1. Aa, Yo ga Akeru (Shimizu Saki Solo Ver.)
2. Aa, Yo ga Akeru (Tsugunaga Momoko Solo Ver.)
3. Aa, Yo ga Akeru (Tokunaga Chinami Solo Ver.)
4. Aa, Yo ga Akeru (Sudo Maasa Solo Ver.)
5. Aa, Yo ga Akeru (Natsuyaki Miyabi Solo Ver.)
6. Aa, Yo ga Akeru (Kumai Yurina Solo Ver.)
7. Aa, Yo ga Akeru (Sugaya Risako Solo Ver.)

## Miembros Presentes
- Saki Shimizu
- Momoko Tsugunaga
- Chinami Tokunaga
- Maasa Sudō
- Miyabi Natsuyaki
- Yurina Kumai
- Risako Sugaya